# HD248663
HD248663 є хімічно пекулярною зорею спектрального класу
B9 й має видиму зоряну величину в смузі V приблизно 11,0.

## Пекулярний хімічний вміст
Зоряна атмосфера HD248663 має підвищений вміст 
Si
.